# 캐나다 싱글 차트
캐나다 싱글 차트(Canadian Singles Chart)는 캐나다 음악 산업의 싱글 차트이다. 이 차트는 매주 수요일 구성되며 목요일마다 잼! Canoe에 의해 출판된다.